# Juri Judt
Juri Judt (Karaganda, 24 luglio 1986) è un calciatore tedesco, difensore o centrocampista del Burggrafenhof.

## Carriera
Conta 4 presenze nella nazionale tedesca Under-21.